# 明和橋
明和橋（めいわばし）は、新中川に架かる橋のひとつで、東岸の東京都江戸川区西瑞江三丁目と西岸の一之江三丁目を結ぶ。

## 歴史
初代の橋は1961年（昭和36年）新中川掘削工事に伴い架橋。1970年（昭和45年）には歩道が増設された。
付近には東京都瑞江葬儀所（江戸川区春江町）があり、当所へのアクセス道路のひとつとしての役割も兼ね備えた橋でもある。
その後、交通量の増加等による橋の老朽化、幅員が狭く取り付け道路が両岸で急カーブしており、円滑な交通の支障となっているため、江戸川区の新中川橋梁整備計画の第一弾として1992年（平成4年）に架け替えられた。
現在の橋は川を斜めに渡河する形で架橋された斜橋で、両岸の取り付け道路となる区道も緩やかなカーブに改善され交通が円滑化された。

## 旧橋時代
旧橋の両岸では、現道（区道）が急カーブをして橋を渡河し、また幅員も狭いことからカーブ付近での交通事故や橋においては大型車等の通行の支障となっていた。
橋長は119.4 m、幅員は6 mであった。

## 諸元
- 形式 – 下路式ブレースドリブタイドアーチ橋[2]、単純プレートガーダー橋×2
- 橋長 – 137.0 m
- 幅員 – 16.0 m（車道：9.0 m　歩道：3.5 m×2）
- 最大支間長 – 66.4 m[1]
- 鋼重 – 784 t
- 着工 –
- 竣工 – 1992年（平成4年）[3]
- 工事主体 – 江戸川区
- 橋梁設計 – 株式会社長大
- 橋桁製作･施工 – 松尾橋梁株式会社[1]

## デザイン
「ゆとりと賑わい」をテーマに下流部における都市のランドマークとして、人々が明るく和やかに集えるところとして整備されている。
明和橋は、新しい都市空間の門をモチーフに4本の塔を持ち、新たにバルコニーが設置され、町並みに映える風格のある橋として演出されている。

## 景観
ライトアップされた夜景が水辺の人とのふれあい空間として人々に親しまれているが、現在は電力節約のためライトアップはされていない。

## 路線バス
路線バスが通っている。
- 京成バス：小76系統･第二南小岩線　京成バス江戸川営業所

## 周辺
- 都営地下鉄新宿線一之江駅
- 環七通り
- 江戸川区立瑞江小学校
- 瑞江大橋
- 東京都瑞江葬儀所

## 隣の橋
- 新中川

（上流） - 春江橋 - 涼風橋 - 明和橋 - 瑞江大橋 - 新今井橋 - （下流）